# Lčovice
Lčovice (dříve a v místním nářečí Elčovice) jsou obec v okrese Prachatice v Jihočeském kraji. Leží zhruba devět kilometrů severovýchodně od Vimperka a šest kilometrů jihozápadně od Volyně. Žije zde 139 obyvatel.

## Historie
Nejstarší historicky doložená zmínka o Lčovicích je z roku 1321, kdy se uvádí jistý Zbraslav ze Lčovic (Sbraslao de Ebizouiz). Na místě dnešního zámku byla v té době vybudována gotická tvrz.
Roku 1360 připadla ves jako odúmrť koruně a král ji věnoval Bočkovi z Velhartic. Přesto se ještě v roce 1397 připomíná Jan ze Lčovic jako purkrabí na strakonickém hradě.
Po několika dalších majitelích získal Lčovice na konci 14. století rod vladyků z Čestic. Poslední mužský člen rodu, Přech, odkázal statky Lčovice a Čestice své dceři Janě, která se na začátku 17. století provdala za Bernarta z Hodějova. Za jejich vlády byla zřejmě stará tvrz přestavěna na renesanční zámek.
Bernart a jeho bratr Jan Jiří zemřeli za stavovského povstání a po bitvě na Bílé hoře byl zámek, dvůr i ves Lčovice a čestický statek zkonfiskovány.
V roce 1622 je koupil Jindřich Michal Hýzrle z Chodů a zámek přestavěl a rozšířil. V roce 1629 vypuklo na panství nevolnické povstání, které bylo tvrdě potlačeno.
Jindřichův syn, František Michal Hýzrle, prodal Lčovice v roce 1694 hraběnce Anně Marii Althanové, rozené z Aspermontu, která zanedlouho postoupila statek manželce svého syna Anně Marii, rozené Lažanské. Z této doby se zachoval popis zámku s hlubokým příkopem a mostem, „pěkným mázhausem, velkou síní, palácem s tabulnicí a 11 pokoji, komorami, kaplí, lékárnou a dalšími světnicemi“.
V roce 1719 si panství pronajímal bývalý volyňský hejtman Vilém Adam Foltýn.
Od roku 1768 vlastnil lčovické panství rod Sickingenů, za nichž byl přestavěn zámek v pozdně barokním slohu. V roce 1791 hraběnka Františka Sickingenová odevzdala lčovické panství svému bratru hraběti Františku Sweerts-Šporkovi.
V následujících letech se majitelé panství a zámku často měnili. Nejvýznamnějším z nich byl architekt Josef Zítek (Národní divadlo, Rudolfinum, Mlýnská kolonáda v Karlových Varech), který se v roce 1881 oženil s Bertou, dcerou dosavadního vlastníka lčovického velkostatku Jana Adolfa Lipperta a v roce 1883 Lčovice od tchána koupil.

## Obyvatelstvo
| Rok            | 1869 | 1880 | 1890 | 1900 | 1910 | 1921 | 1930 | 1950 | 1961 | 1970 | 1980 | 1991 | 2001 | 2011 | 2021 |
| -------------- | ---- | ---- | ---- | ---- | ---- | ---- | ---- | ---- | ---- | ---- | ---- | ---- | ---- | ---- | ---- |
| Počet obyvatel | 407  | 417  | 388  | 362  | 360  | 386  | 349  | 236  | 261  | 252  | 187  | 156  | 132  | 143  | 133  |
| Počet domů     | 52   | 56   | 58   | 61   | 60   | 62   | 65   | 69   | 65   | 66   | 58   | 72   | 77   | 81   | 89   |

## Obecní správa
Mezi lety 1850–1921 Lčovice patřily jako osada obce k Malenicím v okrese Strakonice. V letech 1922–1963 byly obcí v okrese Strakonice (1922–1930), poté v okrese Vimperk (1950) a později v okrese Prachatice. Od roku 1964 do 31. prosince 1991 patřily jako část obce ke Čkyni a od 1. ledna 1992 jsou opět samostatnou obcí.

### Obecní symboly
Znak a vlajka byly obci uděleny rozhodnutím předsedy Poslanecké sněmovny Parlamentu České republiky dne 6. ledna 2021.

## Pamětihodnosti

### Zámek
Zámek je dvoupatrová budova nepravidelného půdorysu s raně barokním arkádovým průčelím. Půdorys hlavní budovy zámku je z větší části tvořen původní gotickou tvrzí s dvěma metry silným zdivem. Ve výklenku v levé stěně nástupního schodiště je také dodnes dochován lomený gotický portál. Vstupní brána pochází z první poloviny 19. století. K severnímu nároží zámku je připojena patrová desetiboká barokní přístavba s klenutým přízemím.
V parku, který byl založen v roce 1660, stojí osmiboká, raně barokní kaple Nejsvětější Trojice (1669) zakončená kupolí a lucernou, vyzdobenou malbou s bohatým štukem. Osmiboký je i pavilón se znakem Hýzrlů z Chodů. Stejný půdorys má i grotta s částečně dochovanými nástěnnými malbami.
Mezi majiteli zámku byl i architekt (a pozdější baron) prof. Josef Zítek, který se oženil s dcerou majitelky zámku Bertou Lippert.
Před rokem 1989 zámek sloužil jako rekreační zařízení ROH pro zaměstnance podniku ČKD Praha. O letních prázdninách byl areál zámku vyhrazen pionýrským táborům. Dnes je budova zámku i přilehlý zámecký park soukromým majetkem a není běžně veřejnosti přístupná. Zámek i park jsou však památkově chráněné objekty.

### Nádraží
Slavnostně otevřeno současně s tratí č.198 dne 14.10 1893. Za zmínku stojí, že v roce 1905 zde projel císař František Josef I. u příležitosti císařských vojenských manévrů. V době, kdy vlastnil zámek Josef Zítek, stavitel Národního divadla, se na nádraží vozily bedny se sýry, které se ve Lčovicích vyráběly. Sýry měly na reklamním štítku zelený čtyřlístek a uprostřed písmeno E. Nebo také to že se v roce 1980 objevilo ve filmu Trhák. Po roce 1989 upadl na trati provoz a nádraží začalo chátrat, v roce 2011 byl na budovu od SŽDC vydán demoliční záměr. Zastupitelstvo obce s tímto záměrem nesouhlasilo a tak budovu v r. 2017 obec odkoupila. Budova vyžadovala rozsáhlou rekonstrukci na kterou obec neměl peníze a tak je od r. 2017 budova nádraží v soukromém vlastnictví Současný majitel budovu zrekonstruoval a pořádá v ní kulturní akce

### Další pamětihodnosti
- Kaple svatého Antonína Paduánského
- Kaple svatého Jana Nepomuckého
- Kaple svatého Václava

## Galerie

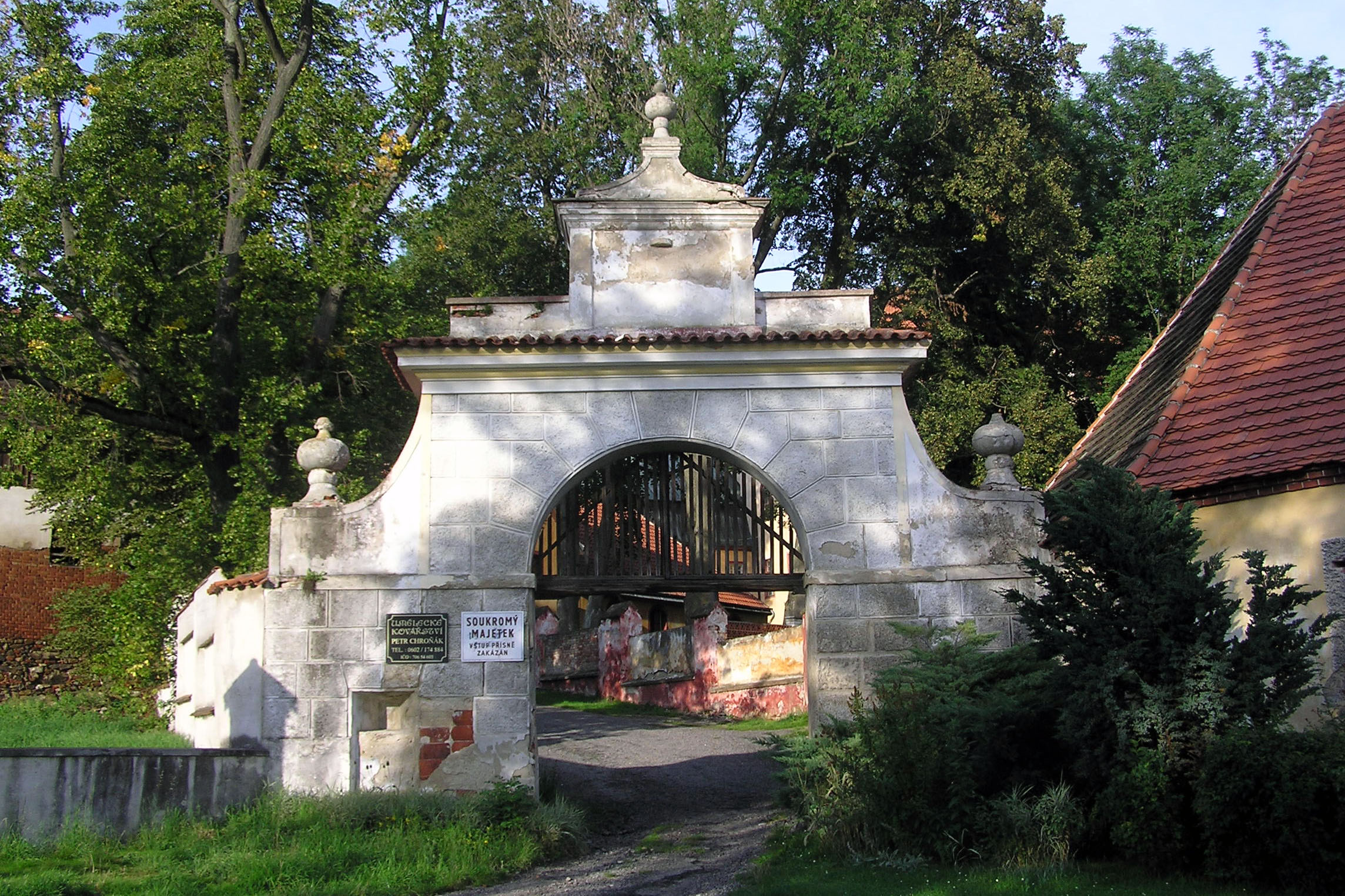
Brána zámku
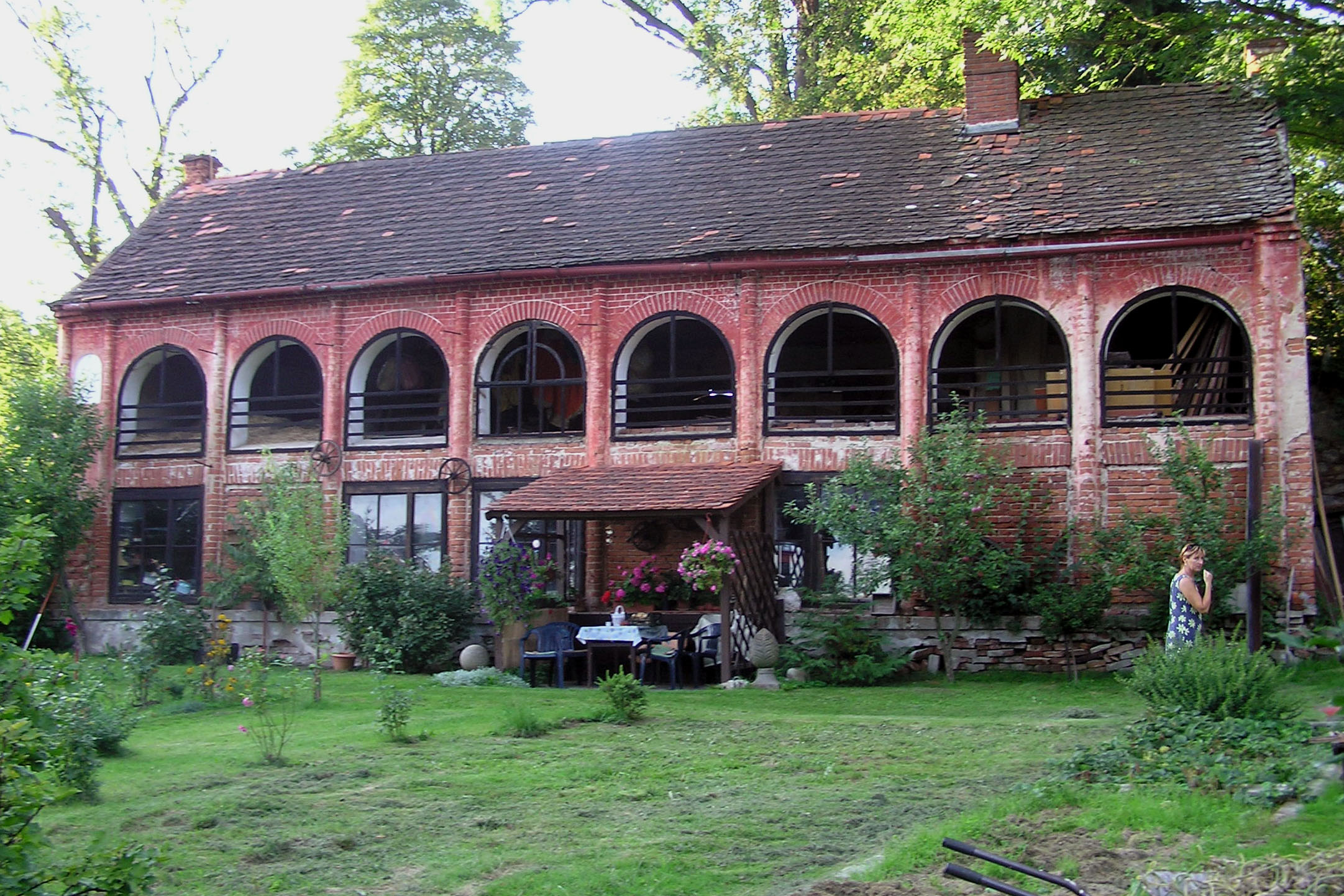
Oranžerie
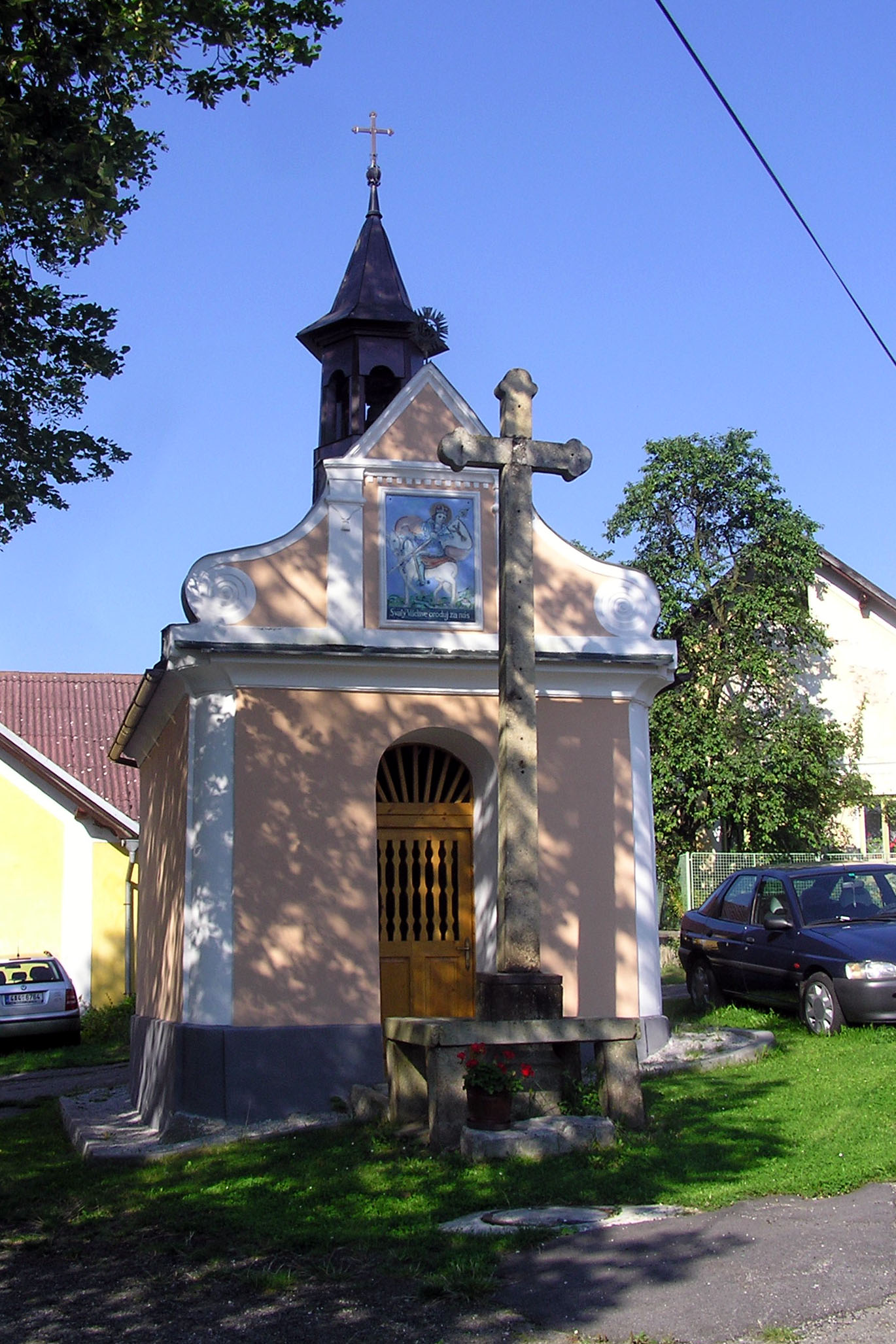
Kaplička svatého Václava